# Hök (adelsätt)
Hök är en utslocknad svensk ätt, som adlades 1545, men som aldrig introducerades på svenska Riddarhuset. Den har även omtalats som Hök af Partille (flera stavningar) efter Partille herrgård, där flera av ättens medlemmar bodde. Partille herrgård var kommendantbostad åt kommendanten på Gullbergs fästning. Anders Håkansson Hök och Anders Andersson Hök var kommendanter på Gullbergs fästning och hade därför Partille herrgård som tjänstebostad.

## Vapenbild
En grå hök på en sexbladig kvist i vitt och blått fält; på den öppna tornerhjälmen en likadan hök emellan två uppskjutande liljor på sina stjälkar, vardera med sju blad. 

## Historik
Släkten är knuten till Västergötland. Håkan Andersson till Ryd, senare Tubbetorp skall ha varit fogde i Skånings härad och fick sköldebrev 1545. Skånings härad ligger på Västgötaslätten och är idag delat mellan Skara, Vara och Lidköpings kommuner. Namnen Ryd och Tubbetorp finns på flera platser i Västergötland och kan inte utan vidare identifieras.
Såväl Håkan Anderssons son Anders Håkansson som hans sonson Anders Andersson betecknas som ståthållare på Gullbergs fästning och som herrar till Partille. Eftersom ätten aldrig blev introducerad på Riddarhuset är upplysningarna om männen knapphändiga.  
Tre döttrar, som stiftade egna familjer, en i varje generation, är också kända. De båda äldre, Brita Håkansdotter och Carin Andersdotter,  gifte sig med män som senare adlades, den yngsta, Brita Andersdotter, blev hustru till Nya Lödöses siste borgmästare Allert Siltman och var som änka en framträdande person i näringslivet  den nya staden Göteborg.
Partille herrgård förvärvades omkring 1632 av Israel Noræus, senare adlad Norfelt och svärson till Brita Andersdotter. Hök-ätten kan då förmodas ha varit utslocknad på svärdssidan.

## Släktträd
- Håkan Andersson, till Ryd och Tubbetorp, adlad 1545
  - Anders Håkansson, till Partille, ståthållare på Gullbergs fästning 1569
    - Carin Andersdotter till Holbonäs (död 1631)[1] Gift 1606 med Anders Haraldsson, adlad Appelbom (1576–1649, adlad 1645). Gravsatt med sin man i Fellingsbro kyrka.[3]
    - Anders Andersson, till Partille, ståthållare på Gullberg 1603
      - Brita Andersdotter (1586–1671), gift (1) 1602 med Allert Siltman (död 1620), gift (2) med Hans Schriver (död 1630). Känd som änka, husägare och näringsidkare  i Göteborg.

  - Brita Håkansdotter (död före 1586)  gift omkring 1564 med Anders Haraldsson Lind (Västgöte) (död omkring 1630, adlad 1575).[4]